# Little Big Adventure
Little Big Adventure je 3D isometrickou počítačovou hrou fiktivního (fantasy) světa, v němž postava Dr. FunFrocka prezentuje despotického vládce, jehož teroru musí být svět zbaven. Ve hře je 11 různých ostrovů k prozkoumání a interakci.

## Příběh
FunFrock svou mocí uzurpuje obyvatele. Pod svou kontrolou má dvě silné zbraně k prosazování své vůle: Klonování a teleportaci. Může kterýkoliv druh libovolně naklonovat a rekrutovat ho do svých řad. Tyto klony pak rozmísťuje na několika místech pomocí sítě teleportačních centrál. Vyvolávání odvěké bohyně starodávné legendy - Sidell (na kterou už FunFrock dávno pozapomněl), poslední naděje uzurpovaného obyvatelstva, která už v dávných staletích vyvolila jednu rodinu z níž pochází Twinsen (hlavní hrdina), snáší obyvatelstvu onu naději z prokazované důvěry právě v něm, ten začíná mít divné sny a jeho úkolem je navrátit planetě Twinsun svobodu pomocí čtyř magických předmětů.